# Saiwai-ku
Saiwai-ku (幸区?) è uno dei sette quartieri amministrativi della città di Kawasaki, in Giappone.